# Guerre des Black Hills
Guerres indiennes
Batailles
Guerre des Black Hills :
- Big Horn Expedition (en)
- Powder
- Prairie Dog Creek (en)
- Rosebud Creek
- Little Bighorn
- Warbonnet Creek
- Slim Buttes
- Cedar Creek
- Dull Knife
- Wolf Mountain (en)
- Little Muddy Creek

La guerre des Black Hills (Black Hills War en anglais) est une série de conflits qui oppose les Lakotas (Sioux) et ses alliés à l'armée des États-Unis, entre 1876 et 1877.

## Origine du conflit

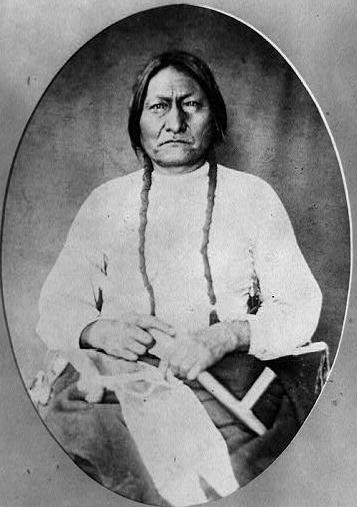
Sitting Bull en 1882.

Les Black Hills (Paha Sapa en lakota) sont considérées par les Amérindiens comme des terres sacrées, revendiquées par les Lakotas depuis leur victoire sur les Cheyennes en 1776. En 1868, le traité de Fort Laramie de 1868, qui conclut la guerre de Red Cloud, intègre les Black Hills dans la Grande Réserve sioux, où les non-Indiens sont exclus. Alors que les Black Hills étaient souvent considérées comme « terra incognita », les rumeurs de découverte d'or dans ces montagnes sont vérifiées par l'expédition de George Armstrong Custer en 1874, qui ouvre en entrant dans les Black Hills ce que les Amérindiens appelèrent « la piste des voleurs ».
À cette époque, l'économie américaine subit de plein fouet les effets de la Grande Dépression de 1873, et les mineurs se lancent dans une ruée vers l'or dans les Black Hills, en violation du traité et de la législation fédérale. Ces intrusions répétées sur leur territoire, et l’incapacité récurrente de l'armée des États-Unis à y mettre un terme, mettent en colère les Lakotas et leurs alliés. En réaction, Sitting Bull (Tatanka Yotanka), Crazy Horse (Tašunka Witko) et leurs peuples entrent en guerre contre les intrus et les États-Unis.
Le gouvernement tente au début d'acheter les Black Hills aux Sioux lors d'une conférence de paix, leur proposant un prix dérisoire ; les Amérindiens sont divisés sur la question de vendre les Black Hills, et si oui, sur le prix à réclamer ; les pourparlers échouent.
De nombreux historiens considèrent aujourd’hui que l'administration d'Ulysses S. Grant a délibérément provoqué cette guerre, car cette nouvelle ruée vers l'or et l’ouverture des Black Hills permettaient d'aider l'économie américaine à sortir de la Grande Dépression.

## Campagne

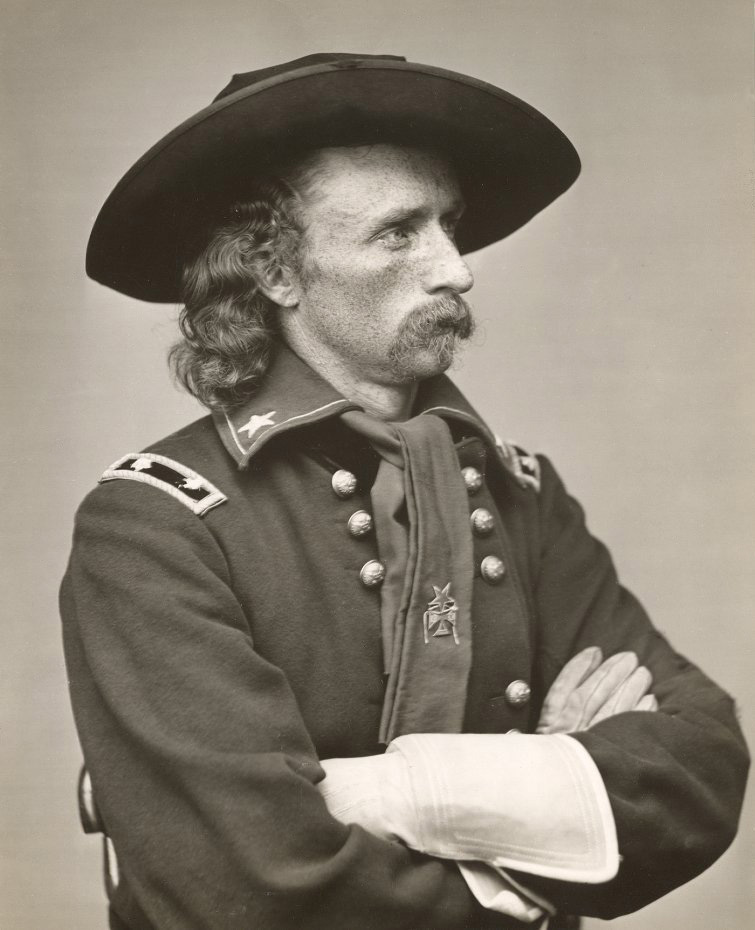
George Armstrong Custer (1839–1876), défait à la bataille de Little Bighorn.

L'hostilité grandissante de Crazy Horse et de Sitting Bull, l'augmentation du nombre de partisans, la multiplication des raids contre les chercheurs d'or, conduisent les États-Unis à poser un ultimatum aux Amérindiens, les menaçant de guerre. Ceux-ci refusent. Grant approuve les ordres donnés à l'armée de rassembler par la force les tribus de la région au cours de l'hiver de 1875-76.

### Forces en présence
Les indiens rebelles comprennent les Hunkpapas de Sitting Bull et les Oglalas de Crazy Horse.S'y joignent des contingents de Cheyennes, dont celui de Dull Knife et Little Wolf. Par contre l'influent chef de la puissante tribu des Oglalas Red Cloud n'intervient pas alors que les importantes concessions qu'il avait obtenues par le Traité de Fort Laramie (1868) sont remises en cause. Sa précédente confrontation avec l'armée américaine l'a définitivement dissuadé.
Au printemps de 1876, l'armée lance une campagne coordonnée, impliquant trois colonnes de troupes qui opèrent dans ce qui est aujourd'hui une région grande de cinq États. Le but était de détruire le rassemblement de Sioux et de Cheyennes, orchestré par Crazy Horse et Sitting Bull, les trois colonnes devant se retrouver et attaquer simultanément le campement ennemi. Dans un pays mal cartographié, avec l'impossibilité de connaître le lieu précis du camp des Amérindiens, celui-ci étant par ailleurs nomade. Le plan, pouvant paraître excellent sur le papier, était en réalité plus irréaliste que possible.

### Echecs initiaux de l'armée américaine
Lors de la bataille de Rosebud Creek, les Lakotas dirigés par Crazy Horse intimident la colonne du général George Crook qui bat en retraite, laissant exposé le 7e régiment de cavalerie du lieutenant-colonel George Armstrong Custer.
Celui-ci attaque un camp de Lakotas et de Cheyennes, sur les berges de Greasy Grass Creek (Little Bighorn). La bataille de Little Bighorn voit les Sioux et Cheyennes, sous la direction de Sitting Bull et Crazy Horse, vaincre le 7e de cavalerie : 268 soldats (43 % des hommes présents) sont tués et 55 blessés, lors de l'une des pires défaites subies par l'armée américaine au cours des guerres indiennes.

### Réduction des rebelles
Durant les batailles suivantes de 1876 et 1877, y compris la bataille de Dull Knife et la bataille de Slim Buttes, la cavalerie et les unités d'infanterie de l'armée régulière battent les tribus Lakotas et les forcent à se rendre dans les camps contrôlés par le Bureau des affaires indiennes. Crazy Horse se rend, affamé, épuisé, à Fort Robinson dans le Nebraska, avec 889 Oglalas, le 5 mai 1877. Il est assassiné dans des circonstances troubles sur fonds de rivalité entre chefs Oglalas.  Au même moment, Sitting Bull fuit au Canada pour échapper à l'armée.

## Conclusion

### Sort des Black Hills
Finalement, en répression à la victoire des Amérindiens coalisés sur Custer, le gouvernement américain s'empare par la force des Black Hills puis, quelques années plus tard, morcelle et détruit la Grande Réserve sioux, vendant la majorité des terres accordées à ces derniers par le traité de Fort Laramie à un prix dérisoire aux colons.
Encore aujourd'hui, les Sioux réclament que les Black Hills leur soient rendues. Dans les années 1980, les États-Unis proposent un dédommagement à ces derniers, lesquels refusent, l'accepter revenant à reconnaître la propriété américaine.

### Sort des rebelles
Les Cheyennes de Dull Knife et Little Wolf sont déportés en Oklahoma. Confrontés à des conditions invivables, ils s'enfuient vers le nord. Le groupe de Dull Knife est massacré aux abords de Fort Robinson dont il tentait de s'échapper. Le groupe de Little Wolf parvient au Montana où il obtient de vivre dans une réserve (1879).
Sitting Bull se rend finalement en 1881 et s'établit avec les siens dans la réserve indienne de Standing Rock où il sera abattu lors d'une tentative ultérieure d'arrestation (1890).